# Pro Hokei Ligasy
Pro Hokei Ligasy, dříve rusky Чемпионат Казахстана по хоккею с шайбой, Čempionat Kazachstana po chokkeju s šajboj, je nejvyšší profesionální hokejovou ligou v Kazachstánu. Byla založena v roce 1955. Soutěže se účastnilo v sezóně 2024/2025 jedenáct klubů: deset z Kazachstánu a jeden, Humo Taškent, z Uzbekistánu. Úřadujícím mistrem je HK Arlan Kokšetau. Nejvíce mistrovských titulů (třináct) získalo Torpedo Usť-Kamenogorsk. Jeden kazašský tým, Barys Astana, a s ním jeho juniorský oddíl, hrají v převážně ruských KHL a MHL.

## Vítězové
- 1992/1993: HK Kazcink-Torpedo Usť-Kamenogorsk
- 1993/1994: HK Kazcink-Torpedo Usť-Kamenogorsk
- 1994/1995: HK Kazcink-Torpedo Usť-Kamenogorsk
- 1995/1996: HK Kazcink-Torpedo Usť-Kamenogorsk
- 1996/1997: HK Kazcink-Torpedo Usť-Kamenogorsk
- 1997/1998: HK Kazcink-Torpedo Usť-Kamenogorsk
- 1998/1999: Bulat Temirtau
- 1999/2000: HK Kazcink-Torpedo Usť-Kamenogorsk
- 2000/2001: HK Kazcink-Torpedo Usť-Kamenogorsk
- 2001/2002: HK Kazcink-Torpedo Usť-Kamenogorsk
- 2002/2003: HK Kazcink-Torpedo Usť-Kamenogorsk
- 2003/2004: HK Kazcink-Torpedo Usť-Kamenogorsk
- 2004/2005: HK Kazcink-Torpedo Usť-Kamenogorsk
- 2005/2006: Kazakhmys Karaganda
- 2006/2007: HK Kazcink-Torpedo Usť-Kamenogorsk
- 2007/2008: Barys Astana II
- 2008/2009: Barys Astana II
- 2009/2010: HK Saryarka Karaganda
- 2010/2011: HK Bejbarys Atyrau
- 2011/2012: HK Bejbarys Atyrau
- 2012/2013: HK Irtyš-Pavlodar
- 2013/2014: HK Irtyš-Pavlodar
- 2014/2015: HK Irtyš-Pavlodar
- 2015/2016: HK Bejbarys Atyrau
- 2016/2017: HK Nomad Astana
- 2017/2018: HK Arlan Kokšetau
- 2018/2019: HK Bejbarys Atyrau
- 2019/2020: nedohráno kvůli pandemii koronaviru
- 2020/2021: HK Saryarka Karaganda
- 2021/2022: HK Saryarka Karaganda
- 2022/2023: HK Nomad Astana
- 2023/2024: HK Arlan Kokšetau
- 2024/2025: HK Arlan Kokšetau